# Gaydarbek Gaydarbekov
Gaydarbek Gaydarbekov (en russe : Гайдарбек Абдулович Гайдарбеков, transcription française : Gaïdarbek Abdoulovitch Gaïdarbekov) est un boxeur de nationalité avare et de citoyenneté russe, né le 6 octobre 1976 à Magar près de Kaspiisk (Daghestan).

## Carrière
Champion olympique et champion d'Europe amateur des poids moyens en 2004, il décrochait également la médaille d'argent de la catégorie aux Jeux Sydney en 2000.

## Parcours auxJeux olympiques
Jeux olympiques d'été de 2004 à Athènes (poids moyens) :
- Bat Christopher Camat (Philippines) 35-13
- Bat Sherzod Abdurahmonov (Ouzbékistan) 33-19
- Bat Hassan N'Dam N'Jikam (Cameroun) 26-13
- Bat Suriya Prasathinphimai (Thaïlande) 24-18
- Bat Gennadiy Golovkin (Kazakhstan) 28-18

 Jeux olympiques d'été de 2000 à Sydney (poids moyens) :
- Bat Utkirbek Haydarov (Ouzbékistan) 11-10
- Bat Eromosele Albert (Nigeria) 19-9
- Bat Jeff Lacy (États-Unis) par arrêt de l'arbitre au 3e round
- Bat Zsolt Erdei (Hongrie) 24-16
- Perd contre Jorge Gutierrez (Cuba) 15-17